# جيريمياه أوبراين (ضابط)
جيريمياه أوبراين (بالإنجليزية: Jeremiah O'Brien)‏ هو ضابط أمريكي، ولد في 1744، وتوفي في 1818.